# Krasnopróchniak długoczułki
Krasnopróchniak długoczułki (Hesperus rufipennis) – gatunek chrząszcza z rodziny kusakowatych i podrodziny kusaków. Zamieszkuje Europę i Afrykę Północą.
Gatunek ten został opisany po raz pierwszy w 1802 roku przez Johanna L.C.C. Gravenhorsta jako Staphylinus rufipennis.
Chrząszcz o ciele długości od 8,5 do 10 mm, ubarwionym błyszcząco czarno z czerwonymi pokrywami, czarnobrunatnymi z czerwonobrunatną nasadą i wierzchołkiem czułkami oraz żółtobrunatnymi odnóżami i głaszczkami. Jego duża, czworokątna w zarysie głowa ma silnie punktowaną powierzchnię. Czułki mają drugi człon węższy od pierwszego i nie szerszy od trzeciego. Głaszczki szczękowe mają ostatni człon dwukrotnie dłuższy niż poprzedni. Niewiele węższe od pokryw przedplecze zwęża się ku tyłowi i ma powierzchnię, z wyjątkiem gładkiego pasa środkowego silnie i niezbyt gęsto punktowaną. Śródpiersie ma szeroki, zaokrąglony u szczytu wyrostek międzybiodrowy.
Kusakowaty ten zasiedla stare drzewa liściaste, zwłaszcza dęby i topole, bytując w ich dziuplastych pniach, pniakach, pod odstającą korą oraz wśród mchów i listowia u ich podstawy. Szczególnie chętnie zamieszkuje mursz zawilgocony wyciekającym z owych drzew sokiem. Spotykany jest wczesną wiosną i jesienią.
Owad zachodniopalearktyczny, znany z Francji, Luksemburga, Niemiec, Szwajcarii, Austrii, Włoch, Polski, Czech, Słowacji, Węgier, Ukrainy, Chorwacji, Bośni i Hercegowiny, Serbii, Czarnogóry, Rumunii i Maroka. Na „Czerwonej liście gatunków zagrożonych Republiki Czeskiej” umieszczony został jako krytycznie zagrożony wyginięciem.